# 茱莉·安·艾瑪莉
茱莉·安·艾瑪莉（英語：Julie Ann Emery，1975年1月16日—）是一位美國女演員。她知名於在電視劇《絕命律師》、《傳教士》和《災後五日》中的角色。

## 早年生活
茱莉·安·艾瑪莉在1975年1月16日於田纳西州坎伯蘭縣的克羅斯維爾出生並長大。她在1990年畢業於克羅斯維爾的坎伯蘭縣高中（英語：Cumberland County High School），後來在密蘇里州聖路易市韋伯斯特大學的韋伯斯特戲劇學院（英語：Webster Conservatory）學習演戲。

## 職業生涯
艾瑪莉在16歲時開始她的職業生涯並出現在多部音樂劇作品中，例如《春光滿古城》和《歡樂今宵》。
艾瑪莉出現在不同電影和電視劇中，例如《仁心仁術》（1994-2009年）、《劫持》（2002年）、《CSI犯罪現場：邁阿密》（2002-2012年）、《火線》（2003-2004年）、《情場絕橋王》（2005年）、《白宮女總統》（2005-2006年）和《冰血暴》（2014年至今）。2015年開始，她在《絕命毒師》外傳《絕命律師》的第一季和第六季中飾演常設角色貝琪·凱特曼。2017年，她在一部名為“禁止野餐”（英語：“No Picnic”）的《絕命律師》相關短片中重新飾演該角色。
2017年，艾瑪莉加入電視劇《傳教士》第二季的主要演員陣容飾演莎拉·費瑟斯通（Sarah Featherstone）。2022年，她在Apple TV+電視迷你劇《災後五日》中飾演主要角色黛安·羅比修（Diane Robichaux）。

## 作品列表

### 電影
| 年份 | 標題                             | 角色              | 附註                 |
| ---- | -------------------------------- | ----------------- | -------------------- |
| 2002 | 《現實感檢驗》 （英語：Reality Check）        | 薩爾（Sal）          |                      |
| 2005 | 《情場絕橋王》                   | 凱西·塞奇威克（Casey Sedgewick） |                      |
| 2006 | 《吉勒里的小秘密》 （英語：Gillery's Little Secret）    | 艾比（Abbie）          | 短片                 |
| 2008 | 《真相至上》                     | 博伊德特工（Agent Boyd）    |                      |
| 2008 | 《彩虹部落》 （英語：The Rainbow Tribe）          | 勞倫（Lauren）          |                      |
| 2008 | 《鬼屋》                         | 萊斯莉（Leslie）        |                      |
| 2012 | 《星際民謠鬥士》                 | 霍莉（Holly）          |                      |
| 2012 | 《信》                           | 路易斯博士（Doctor Lewis）    |                      |
| 2013 | 《激愛543》                      | 克萊爾（Claire）        | 部分：“Homeschooled” |
| 2014 | 《達科塔的夏天》                 | 安妮·凱恩（Annie Cayne）     |                      |
| 2017 | 《天賦的禮物》                   | 帕特·戈爾丁（Pat Golding）   |                      |
| 2019 | 《小孩都是魔鬼吧》 （英語：I Hate Kids）    | 喬安娜（Joanna）        |                      |
| 2019 | 《和爸爸在一起的3天》 （英語：3 Days with Dad） | 蘇珊（Susan）          |                      |
| 2020 | 《出走的喬》                     | 吉娜·麥卡錫（Gina McCarthy）   |                      |
| 2020 | 《鬼馬高中生》                   | 雷·賈菲（Rae Jaffe）       |                      |

### 電視
| 年份      | 標題                                       | 角色                               | 附註                                          |
| --------- | ------------------------------------------ | ---------------------------------- | --------------------------------------------- |
| 2001-2003 | 《仁心仁術》                               | 妮基·拉姆利（Niki Lumley）                    | 6集                                           |
| 2002      | 《寶貝一族》                               | 艾美（Amy）                           | 單集：“What Women Don't Want”                 |
| 2002      | 《首個星期一》                             | 莉亞·巴恩斯（Leah Barnes）                    | 4集                                           |
| 2002      | 《另一張漂亮的臉》 （英語：Another Pretty Face）              | 莉比·德科（Libby Deco）                      | 電視電影                                      |
| 2002      | 《普羅維登斯》                             | 溫妮（Winnie）                           | 單集：“Truth and Consequences”                |
| 2002      | 《劫持》                                   | 阿米莉亞·凱斯／阿米莉亞·亨德森（Amelia Keys / Amelia Henderson） | 電視迷你劇；3集                               |
| 2003      | 《CSI犯罪現場：邁阿密》                    | 林恩·馬爹利（Lynn Martell）                    | 單集：“Dispo Day”                             |
| 2003-2005 | 《火線》                                   | 詹妮弗·桑普森（Jennifer Sampson）                  | 主要角色；13集                                |
| 2004      | 《首都》 （英語：Capital City）                        | 不適用                             | 電視電影                                      |
| 2005      | 《特務A》                                  | 南希·卡希爾（Nancy Cahill）                    | 單集：“Nocturne”                              |
| 2005      | 《白宮女總統》                             | 瓊·格里爾（Joan Greer）                      | 5集                                           |
| 2005      | 《雪中的奇蹟》                             | 史黛絲（Stacey）                         | 電視電影                                      |
| 2005      | 《重案疑雲》                               | 貝蒂·斯卡維德（Betty Scarwid）                  | 單集：“Aidan”                                 |
| 2006      | 《识骨寻踪》                               | 珍妮·奧康奈爾（Janine O'Connell）                  | 單集：“Aliens in a Spaceship”                 |
| 2006      | 《靈感應》                                 | 佩恩·戈爾根醫生（Dr. Penn Gorgan）                | 單集：“Cat's Claw”                            |
| 2007      | 《軍妻》                                   | 莎拉·貝爾格萊德（Sarah Belgrad）                | 單集：“Independence Day”                      |
| 2007      | 《霍莉的圖畫》                             | 伊茲·裡根（Izzy Regan）                      | 電視電影                                      |
| 2007-2008 | 《十月之路》                               | 克里斯汀·卡塔爾多（Christine Cataldo）              | 3集                                           |
| 2007-2008 | 《富貴浮雲》                               | 吉吉／吉吉·帕內塔（GiGi / Gi Gi Panetta）              | 4集                                           |
| 2008      | 《嗜血法医》                               | 菲奧娜·坎普（Fiona Camp）                    | 單集：“All in the Family”                     |
| 2009      | 《終結者外傳》                             | 霍布森護士（Nurse Hobson）                     | 單集：“Some Must Watch While Some Must Sleep” |
| 2009      | 《愛神在人間》                             | 萊莉（Riley）                           | 單集：“Live and Let Spy”                      |
| 2009-2011 | Then We Got Help!                          | 艾米麗（Emily）                         | 主要角色；20集                                |
| 2011      | 《法網裂痕》                               | 塔拉·康威（Tara Conway）                      | 2集                                           |
| 2011      | 《金装律师》                               | 凡妮莎（Vanessa）                         | 2集                                           |
| 2013      | 《罪案第六感》                             | 蘇珊·維特（Susan Vetter）                      | 單集：“Defective”                             |
| 2014      | 《重返犯罪現場》                           | 艾琳·佩斯（Erin Pace）                      | 單集：“Kill Chain”                            |
| 2014      | 《冰血暴》                                 | 艾達·瑟曼（Ida Thurman）                      | 4集                                           |
| 2014      | 《記憶神探》                               | 雪爾比·德爾森（Shelby Delson）                  | 單集：“Throwing Shade”                        |
| 2015      | 《杀手之王》                               | 南希（Nancy）                           | 單集：“Flesh & Blood”                         |
| 2015      | 《性爱大师》                               | 喬（）                             | 2集                                           |
| 2015      | 《未命名約翰尼·諾克斯維爾項目》 （英語：Untitled Johnny Knoxville Project） | 吉納維芙·諾克斯維爾（Genevieve Knoxville）            | 電視電影                                      |
| 2015-2022 | 《絕命律師》                               | 貝琪·凱特曼                        | 常設角色；5集                                 |
| 2016      | 《重案組》                                 | 斯蒂芬妮·鄧恩警探（Det. Stephanie Dunn）              | 5集                                           |
| 2016      | 《海军罪案调查处：新奥尔良》               | 凱倫·哈迪（Karen Hardy）                      | 單集：“Means to and end”                      |
| 2016      | 《黑色代碼》                               | 黛比·科布林（Debbie Kobling）                    | 單集：“Second Year”                           |
| 2016      | 《熱點推手》                               | 蘿莉·帕克（Laurie Parker）                      | 單集：“Kept and Broken”                       |
| 2017      | 《冏女大翻身》                             | 凱倫（Karen）                           | 單集：“The Sleepover”                         |
| 2017      | 《絕命律師：禁止野餐》 （英語：Better Call Saul: No Picnic）          | 貝琪·凱特曼                        | 電視短片                                      |
| 2017-2019 | 《傳教士》                                 | 莎拉·費瑟斯通（Sarah Featherstone）                  | 主要角色；33集                                |
| 2018      | 《菜鳥警察大叔》                           | 史黛西（Stacy）                         | 單集：試播集                                  |
| 2018      | 《海岸聖誕節》 （英語：Christmas on the Coast）                  | 德魯辛達·卡薩丁（Drucinda Cassadine）                | 電視電影                                      |
| 2019      | 《第22條軍規》                             | 馬里昂·謝斯科普夫（Marion Scheisskopf）              | 常設角色；3集                                 |
| 2020-2021 | 《絕命警探》                               | 西爾維婭·里斯特工（Agent Sylvia Reece）              | 常設角色；10集                                |
| 2021      | 《美魔甲》                                 | 金（）                             | 單集：“Chapter Three: Ambition”               |
| 2022      | 《美國貪婪》                               | 貝琪·凱特曼                        | 電視紀錄劇；單集：“James McGill”              |
| 2022      | 《災後五日》                               | 黛安·羅比修（Diane Robichaux）                    | 電視迷你劇；主要角色；8集                     |

## 外部連結
- 茱莉·安·艾瑪莉在互联网电影资料库（IMDb）上的資料（英文）
- 茱莉·安·艾瑪莉的Instagram帳戶